# 刘芸生
刘芸生（1910年6月—2016年8月10日），女，生于天津，中国社会活动家，傅作义夫人，全国人大代表。

## 生平
刘芸生的父亲刘竹岩，是北京人，母亲是安徽桐城人，当时他们住在天津法租界一座小楼。后来海河发生洪灾，天津大部分地方被淹，他们全家才迁居北京。1929年，刘芸生与傅作义结婚，当时傅作义是天津警备司令。婚后不久，傅作义任绥远省政府主席，夫妇一同来到绥远省。
1931年九一八事变爆发。为了储备抗日力量，傅作义学习中国共产党的经验，开办乡训所，以加强军事训练。刘芸生除料理家务外，也帮乡训所开展图书阅览活动，并举办文化娱乐活动。
1933年，日军占领热河省，分路进攻长城各口，傅作义提出“宁做战死鬼，不做亡国奴”，率国民革命军第五十九军到怀柔，负责独石口防御战。在长城抗战“最后有力的光荣一战”中，傅作义率部同友军成功阻击了日军十多次进攻，刘芸生则率女子战地慰问救护团到前线慰问和救护。
1936年，日军进攻绥远时，傅作义在绥远东部的红格尔图百灵庙阻击。为了宣传绥远抗战，刘芸生在红格尔图的玫瑰营举办舞会，招待中外记者。抗日战争全面爆发后，傅作义先后参加忻口会战、包头会战、绥西战役、五原战役，刘芸生率女子战地救护团向战士宣传战争动员法令、散发《动员报》、教唱抗战歌曲《大刀进行曲》、《义勇军进行曲》和《黄河大合唱》等。她还与女子战地慰问救护团救护伤员。
抗日战争胜利后，不久即爆发第二次国共内战。傅作义担任华北剿总司令后期，蒋介石希望傅作义率部队南撤，傅作义以固守华北的名义拒绝执行，这时刘芸生带着几个子女乘飞机到重庆，住在张伯苓家，以消除蒋介石的戒心。在重庆生活一段时间后，1949年初北平和平解放协议签字后，傅作义请张伯苓送她和子女们来北平。刘芸生携子女登上回北平的飞机，但没起飞就被国民党当局扣留，随后被软禁在重庆一个小旅馆中一个月，刘芸生一直鼓励子女要坚持。后经中共地下党组织帮助，刘芸生和子女才得以飞往香港，从海上辗转抵达天津，与傅作义团聚。
中华人民共和国成立后，刘芸生参加了由原国民党知名人士的夫人组成的夫人支部，在宋庆龄、何香凝的指导下学习中央文件及时事政治。在抗美援朝运动中，她和夫人支部的成员们赶制绢花义卖，捐钱捐物，编手套并写慰问信送给前方的中国人民志愿军战士。她还协助人民政府开展扫盲运动、辅导夜校、帮街道工作。她还经常提建议，涉及争取妇女权利、婚姻自由，取缔娼妓并帮助娼妓改造和谋出路，收容流浪儿童，改造青少年罪犯等方面，受到全国妇联采纳及表扬。
1965年7月下旬，原中华民国代总统李宗仁自海外回国，刘芸生于8月中旬在家中设宴招待李宗仁、郭德洁夫妇，并请周恩来、陈毅、彭真作陪。席间，傅作义、刘芸生夫妇共同送给李宗仁夫妇一对火狐标本，以“狐死首丘”的寓意，感佩李宗仁夫妇冒生命危险回国。李宗仁夫妇很感动，表示要与傅作义夫妇共同为祖国统一而努力。
1966年，傅作义同刘芸生商量，想将家中存款和部分财产上交国家，以支援国家建设，刘芸生积极支持傅作义的做法，并要子女积极配合。于是，傅作义数次致函周恩来，最终这笔财产被收进国库。
1949年到1972年，傅作义担任水利部部长23年（初为中央人民政府水利部部长，后为中华人民共和国水利部部长），每年花四分之一以上时间视察各地，走遍了长江、黄河、黑龙江、珠江、淮河、海河等处水利工程。傅作义每次出差，刘芸生都为他备好衣物。她还省吃俭用，自己买毛线编织了红色的帽子、围巾等，亲自拿到水库工地送给水利一线职工。她还曾到葛洲坝水利枢纽参观。
1957年4月，傅作义到黄河三门峡水利枢纽参加开工典礼突发心脏病，周恩来安排心脏病专家黄宛及时救治，使傅作义转危为安。刘芸生同机前往，照顾傅作义。1962年初，中央考虑到傅作义的心脏病较严重，安排傅作义一家到广东休养。但傅作义表示，只有让他做些工作，他才去广东。中央和中共广东省委只好同意他的要求。到广东后，傅作义先后视察了花县水库、新丰江水电站以及佛山、新会、高要等地的水利工程。每次刘芸生都为他提前备好硝酸甘油药片，然后傅作义才去视察。
1975年1月起，刘芸生历任第四、五、六、七届全国人大代表。
刘芸生始终对子女的教育严格要求，她有六个子女考入名校，其中四人考入北京大学，两人考入清华大学。作为部长夫人，刘芸生拥有很高的待遇，但她在生活中保持勤俭。国家机关事务管理局每年都安排刘芸生到北京协和医院体检，但她不愿麻烦别人，所以经常是几年才去一次。晚年，刘芸生的视力仍很好，每天都定时收看《新闻联播》。她出门总是自己坐公共汽车。100岁之前，生活几乎全部自理，甚至自己做家务。
在刘芸生生命的最后十多年里，水利部领导每年春节前都去看望她。过了百岁后，改为每年看望两次，除春节慰问外，还为她生日祝寿。
2016年8月10日，刘芸生在北京病逝，享年106岁。2016年8月18日，遗体在北京市八宝山殡仪馆火化。

## 家庭
父亲刘竹岩。丈夫傅作义。
- 长女：傅克庄（1928年－）[4]
- 长子：傅亨（1929年－1997年）[4]又名傅恒，化学家
- 次女：傅克坚（1933年－）[4]
- 三女：傅克诚（1935年－）[4]，建筑师
- 四女：傅克谨（1936年－）[4]
- 六女：傅克利（1942年－）[4]
- 次子：傅立（1946年－）[1]